# Rafaela Kraus
Rafaela Kraus (* 12. Juni 1967 in Altötting) ist eine deutsche Wirtschaftswissenschaftlerin und Vizepräsidentin der Universität der Bundeswehr München.

## Leben und Wirken
Rafaela Kraus studierte Betriebswirtschaftslehre an der Ludwig-Maximilians-Universität München und wurde dort 1998 über das Thema Transformationsprozesse im Krankenhaus promoviert. 2007 wurde sie an die Universität der Bundeswehr München auf eine Professur für Personalmanagement berufen. Von 2010 bis 2014 war sie Dekanin der Fakultät für Betriebswirtschaft, von 2014 bis 2018 Prodekanin der Fakultät für Betriebswirtschaft. 2018 wurde sie zur Vizepräsidentin für Entrepreneurship und den Hochschulbereich für Angewandte Wissenschaften gewählt. Sie trat ihr Amt am 1. Januar 2019 an.